# Daniel Six

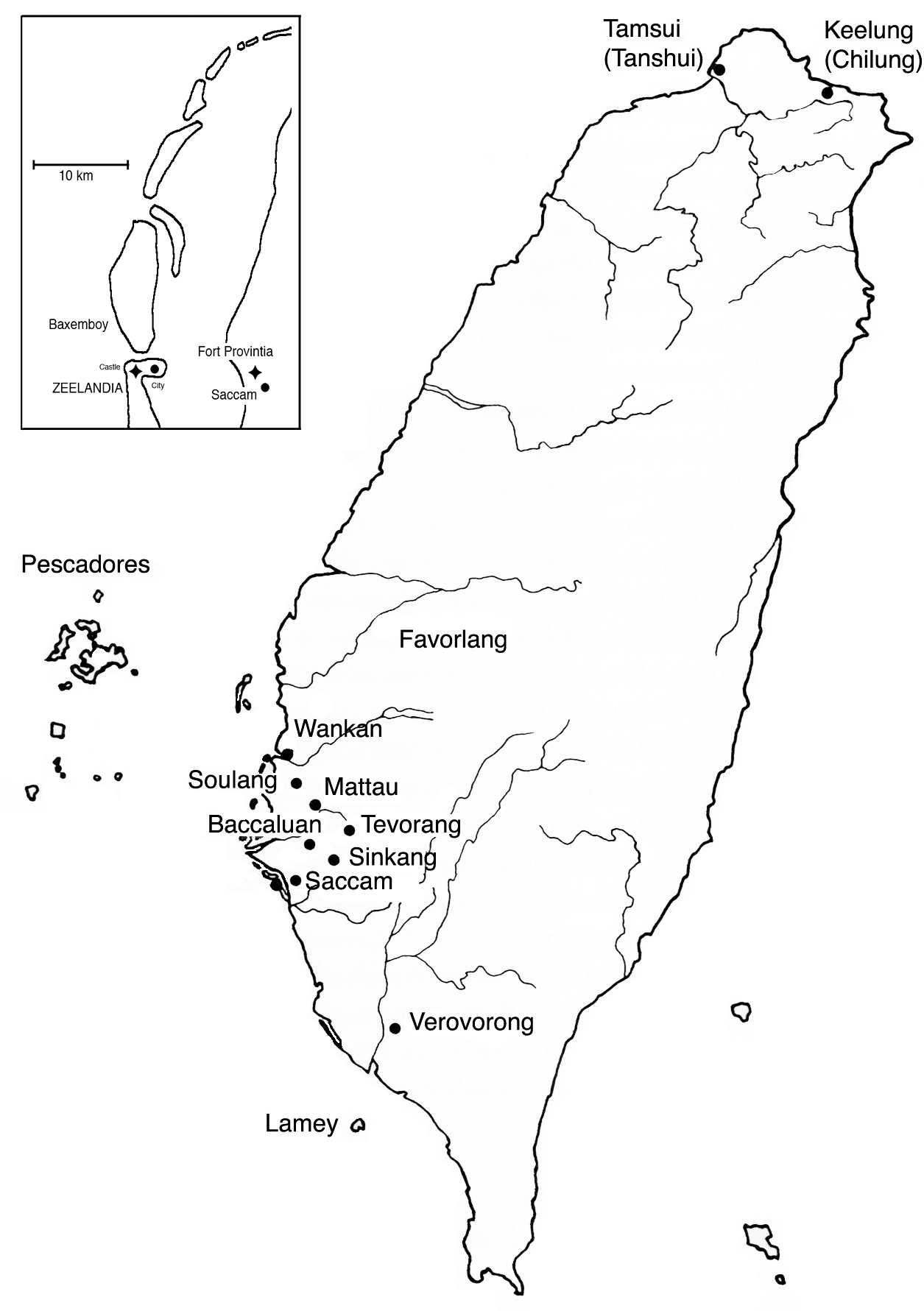
Kaart van Ilha Formosa (Taiwan) in de tijd van de Nederlandse kolonisatie (1624-62)

Daniel Síx (Middelburg, 1 december 1620 – Batavia, 5 november 1674) was een kuiper die opklom tot koopman op Nederlands Formosa totdat het Fort Zeelandia en bijna het gehele eiland in 1662 door Frederick Coyett werd uitgeleverd aan Koxinga. Tussen 1663-1665 was hij gestationeerd in het Koninkrijk Arakan als opperhoofd van de Nederlandse factorij in Birma. In 1665 werd de factorij opgeheven. Hij was vervolgens twee keer opperhoofd in Japan op het eiland Dejima (van 18 november 1666 - 6 november 1667 en van 25 oktober 1668 - 14 oktober 1669). In de tussenliggende periode 1667-1668 was hij als een van de laatste Nederlanders gestationeerd op Formosa.
In september 1666 werd de handelspost op het Deshima opgeschrikt door de mededeling dat er zeven vreemd uitgedoste Europeanen waren geland op de Gotō-eilanden. Het bleek Hendrik Hamel te zijn met zes van zijn bemanningsleden die na dertien jaar gevangenschap Korea waren ontvlucht. Ze werden uitgebreid ondervraagd door de Japanse gouverneur over hun belevenissen in Korea. Het opperhoofd op Dejima, Willem Volger, en zijn opvolger Six, riepen tot de bevrijding van de overige acht bemanningsleden door bemiddeling van Japan, dat met Korea in relatie stond. Daaraan is het te danken, dat de overigen in september 1668 op Dejima aankwamen. Op 8 april 1669 kwam het gezelschap aan te Batavia. Hamel schreef een boek dat 200 jaar lang als enige bron van kennis was voor Korea onder de Joseondynastie.
Six kreeg het verzoek van de shogun iemand te sturen met kennis van geneeskrachtige kruiden en een destillatieketel.
In 1671 werd hij naar Malakka gestuurd; twee jaar later was hij terug.

## Persoonlijk
Six trouwde in 1649 te Batavia met Sara Gerritsdr. van de Wilder. In 1655 werd zijn dochter Johanna geboren op Formosa.